# 宮崎寛務
宮崎 寛務（みやざき ひろむ、1987年5月7日 - ）は、日本の男性声優。北海道出身。青二プロダクション所属。

## 略歴
角川スニーカー文庫より刊行されたライトノベル『ラグナロク』が好きであり、当時は今にもアニメ化しそうだったことから声優デビューを急いだという。
青二塾東京校27期卒業。

## 人物
音域はF2 - F5。方言は北海道弁。
特技は弓道。

## 出演
太字はメインキャラクター。

### テレビアニメ
2007年
- 銀魂（2007年 - 2009年、同心B、幽霊、ヒロくんのお父さん）
- しゅごキャラ!（2007年 - 2008年、係員、若手芸人）
- レ・ミゼラブル 少女コゼット（警察官）

2008年
- ARIA The ORIGINATION（若い父）
- イタズラなKiss（牛丼屋の客、A組担任、医師、弟子B、医学科講師）
- おでんくん（アナウンサー）
- 黒執事（インド人A）
- ゲゲゲの鬼太郎（第5作）（2008年 - 2009年、邪鬼、作業員、雪男、村人、猛霊八惨 他）
- スキップ・ビート!（2008年 - 2009年、AD、スタッフ）
- 西洋骨董洋菓子店〜アンティーク〜（男性客2、男性客）
- ソウルイーター（幹部A、生徒C、不良C、男子生徒、アラクノフォビア戦闘員B）
- ねぎぼうずのあさたろう（2008年 - 2009年、やつがしらの子分、ゴロツキ、子分、とうかん組、もろこし天狗党手下 他）
- 伯爵と妖精（手下B）
- 美肌一族（船員、男性社員）
- ヒャッコ（ロボット研究会先輩、おじさん、クラスメイト・工藤）
- ポルフィの長い旅（ジェリーノ、ガッソ、アイス屋、夫 他）
- 魔法遣いに大切なこと 〜夏のソラ〜（鳴沢悟、通行人の父親、野宮、男性、駅アナウンス 他）
- 薬師寺涼子の怪奇事件簿（武装男A、若者C）
- ロボディーズ 風雲篇（街のロボディーズ、クラゲ星人）

2009年
- あにゃまる探偵 キルミンずぅ（2009年 - 2010年、官僚、委員長、アマデウス、ヤキソバ屋、山田タカオ）
- おでんくん（サラリーマン）
- クロスゲーム（2009年 - 2010年、三木竜正、三谷、警官、審判）
- こんにちは アン 〜Before Green Gables（ヘンリー、男、老人、客、秘書）
- スレイヤーズEVOLUTION-R（客C）
- 聖剣の刀鍛冶（魚屋）
- 戦場のヴァルキュリア（自警団員、ムサード・メイフィールド、将官、将校）
- DARKER THAN BLACK -流星の双子-（兵士）
- 大正野球娘。（納豆屋、中村、おじさん、泥棒A、林原、管理人）
- 戦う司書 The Book of Bantorra（カヤス、カルネ）
- とある科学の超電磁砲（不良、医者）
- ドラゴンボール改（2009年 - 2011年、フリーザの部下、男性、隊長、ナメック星人、親衛隊長 他）
- バスカッシュ!（署長）
- 初恋限定。（高校教師）
- バトルスピリッツ 少年激覇ダン（2009年 - 2010年、兵士C、部下、不良、B国代表、異界兵1 他）
- PandoraHearts（酒場客A、見物人）
- ONE PIECE（2009年 - 、ミノリノケロス、エポイダ、キングデュー、メバリー、竜〈ドラゴン〉、アギョウ、イブス、ダマスク、リンリンのパパ、シャーロット・ブラウニー、サモサ王、凡ゴウ、クマ五郎、ダチョウマン、スマートタニシ、八茶、ゲルニカ 他）

2010年
- SDガンダム三国伝 Brave Battle Warriors（2010年 - 2011年、高順ヴァイエイト、徐晃サーペント、黄巾賊、朱儁軍兵士、曹操軍兵士 他）
- おおきく振りかぶって 〜夏の大会編〜（斎藤優）
- 怪談レストラン（高遠原）
- 神のみぞ知るセカイ（2010年 - 2011年、侍、男子生徒、プレイヤー、司会者、マンドラゴン 他） - 2シリーズ
- カルルとふしぎな塔（グロフ）
- ダンス イン ザ ヴァンパイアバンド（リロイ）
- 咎狗の血（兵士）
- バカとテストと召喚獣（2010年 - 2011年、根本恭二、男子生徒） - 2シリーズ
- はなまる幼稚園（花屋さん、チンピラ、編集長）
- パンティ&ストッキングwithガーターベルト（ジョックス）
- ひめチェン!おとぎちっくアイドル リルぷりっ（ガードマン、客A、運送員B、コーチ、舞台監督、観客、警備員）
- メタルファイト ベイブレード 爆（男、ブレーダーA）
- もっとTo LOVEる -とらぶる-（運転手）
- リングにかけろ1 シリーズ（2010年 - 2011年、影道ボクサー、イタリア代表C、大会役員B） - 2シリーズ
- れでぃ×ばと!（映画館の客）

2011年
- 異国迷路のクロワーゼ The Animation（男性、紳士2、通行人、荷物運び）
- 機動戦士ガンダムAGE（兵士）
- ダンボール戦機（神崎ショウ）
- デジモンクロスウォーズ 〜悪のデスジェネラルと七つの王国〜（サジタリモン）
- とある魔術の禁書目録II（ロッド）
- バトルスピリッツ ブレイヴ（兵士2）

2012年
- 聖闘士星矢Ω（2012年 - 2013年、ギュネイ、パン屋、おじさん、不良リーダー、ハリメデ 他）
- 探検ドリランド（2012年 - 2013年、ヒドラ、ベーゼ）
- ONE PIECE エピソードオブナミ 〜航海士の涙と仲間の絆〜（魚人）

2013年
- 京騒戯画（客）
- ONE PIECE エピソードオブメリー 〜もうひとりの仲間の物語〜

2014年
- 暴れん坊力士!!松太郎（叔父）
- オレカバトル（炎の召喚士ヒート）
- 金色のコルダ Blue♪Sky（司会者、司会）
- くつだる。（脇から出太郎、コースターあげじじい）
- スペース☆ダンディ（ホレイショウ）
- ハイキュー!!（2014年 - 2020年、池尻隼人） - 2シリーズ
- ヒーローバンク（長男・次男・三男、バーバ斎藤）
- マギ The kingdom of magic（李青秀）
- マルタの冒険
- ONE PIECE “3D2Y” エースの死を越えて! ルフィ仲間との誓い（海兵）

2015年
- 影鰐-KAGEWANI-（2015年 - 2016年、アナウンサー、刑事、特殊部隊、ナギの父、研究員） - 2シリーズ
- それが声優!（事務員）
- ちびまる子ちゃん（2015年 - 2025年、ハルジオン王子、三田さん、田中さん、蓮根売り、小林さん 他）
- ワンパンマン（2015年 - 2019年、タンクトップタイガー） - 2シリーズ
- ONE PIECE エピソードオブサボ 〜3兄弟の絆 奇跡の再会と受け継がれる意志〜

2016年
- ドラゴンボール超（負傷兵、男性）
- ONE PIECE 〜ハートオブゴールド〜

2017年
- 正解するカド（外務官僚）

2020年
- アサティール 未来の昔ばなし（2020年 - 2025年、老人、長兄アドハム、ワーイル、旅人、友人 他） - 2シリーズ

### 劇場アニメ
2009年
- 仏陀再誕－The REBIRTH of BUDDHA
- ONE PIECE FILM STRONG WORLD

2010年
- 劇場版 銀魂 新訳紅桜篇

2011年
- 手塚治虫のブッダ -赤い砂漠よ!美しく-

2012年
- ももへの手紙（TV内アナ）
- ONE PIECE FILM Z

2014年
- Wake Up, Girls! 七人のアイドル（ラーメン屋の店主）

2016年
- なぜ生きる 蓮如上人と吉崎炎上（比叡山僧侶）
- ONE PIECE FILM GOLD

### OVA
2006年
- FREEDOM

2009年
- 異世界の聖機師物語（ニール、シュリフォン王、クリフの伯父、僧1、アウラの従者2、料理長、職人、山賊2）
- 聖闘士星矢 THE LOST CANVAS 冥王神話（冥闘士）

2010年
- らんま1/2 悪夢!春眠香（ラグビー部員A）

2011年
- コイ☆セント（部下達）
- 戦場のヴァルキュリア3 誰がための銃瘡（正規軍隊長、部下）
- ドラゴンボール エピソード オブ バーダック（チルドの部下）
- バカとテストと召喚獣 〜祭〜（根本恭二）

### Webアニメ
- ゆとりちゃん（2010年、乙めぐる、ナレーション、友人A、老人、イケメンA）
- 聖闘士星矢 黄金魂 -soul of gold-（2015年、アスガルド兵、兵士、町民）
- 美少女戦士セーラームーンCrystal（2015年、司会者）

### ゲーム
2007年
- ルニア戦記（ライアン）

2008年
- 三國志Online
- 戦場のヴァルキュリア（ムサード・メイフィールド）

2009年
- 旋光の輪舞DUO（グスタフ・グレフェンベルグ、アレッサンドロ・ジラルディーノ）
- テイルズ オブ ザ ワールド レディアント マイソロジー2（ヒーローズボイス）
- 信長の野望・天道
- ひめひび-New Princess Days!! -続!二学期-
- FRAGILE 〜さよなら月の廃墟〜（ギターの男、犬の首輪）
- ペルソナ3 ポータブル
- 魔女になる。（ラータ 他）
- LUNAR 〜HARMONY of SILVER STAR〜（フバウ）

2010年
- Another Century's Episode:R
- アルトネリコ3 世界終焉の引鉄は少女の詩が弾く
- 戦場のヴァルキュリア2 ガリア王立士官学校（ヴァリオ・クラーツ、ジャミル・カイネス）
- テイルズ オブ ファンタジア なりきりダンジョンX（シャドウ）
- トリニティ ジルオール ゼロ（男4）
- 北斗無双（フドウ、牙一族）
- 龍が如く4 伝説を継ぐもの

2011年
- Another Century's Episode Portable（ビクター・バート）
- 機動戦士ガンダム オンライン（男性パイロット1）
- グローランサーIV オーバーリローデッド（ミュンツァー、ディライン）
- Code 18
- 真・三國無双6（兵卒B）
- 真・三國無双6 Special（兵卒B）
- 真・三國無双6 猛将伝（兵卒B）
- 真・三國無双 NEXT（男・老練、兵卒B）
- STORM LOVER 夏恋!!
- テイルズ オブ ザ ワールド レディアント マイソロジー3（ヒーローズボイス）
- TROY無双
- 無双OROCHI 2（汎用武将B）
- 龍が如く OF THE END
- ルーンファクトリー オーシャンズ（バッカス、エアボロス）

2012年
- 幻想水滸伝 紡がれし百年の時（カドモス、ネルヴァン、ナリシュヤ）
- シャイニング・ブレイド
- 真・三國無双6 Empires（エディット男・豪快）
- 真・北斗無双（フドウ、シュレン、ラオウ〈少年期〉）
- スーパーロボット大戦OGサーガ 魔装機神 THE LORD OF ELEMENTAL（ガスパ・アルバレツ）
- スーパーロボット大戦OGサーガ 魔装機神II REVELATION OF EVIL GOD
- 戦国無双 Chronicle 2nd（柳生宗矩）
- テイルズ オブ イノセンス R
- テイルズ オブ ザ ヒーローズ ツインブレイヴ（エネミーボイス）
- バイナリー ドメイン（地下スラム街のヤクザ）
- 龍が如く5 夢、叶えし者

2013年
- カオス ヒーローズ オンライン（エルディン、ニ）
- ゴッドイーター2（プレイヤーボイス）
- ジョジョの奇妙な冒険 オールスターバトル（カイロの情報屋）
- 真・三國無双7 猛将伝（陳宮）
- スーパーロボット大戦OGサーガ 魔装機神III PRIDE OF JUSTICE
- STORM LOVER 2nd（夜神要）
- 聖闘士星矢 ブレイブ・ソルジャーズ（リングアナウンサー）
- セブンスドラゴン2020-II（ワジ）
- テイルズ オブ ハーツ R
- ワンピース 海賊無双（2013年 - 2020年、海賊隊長4、海兵隊長4、フランキー一家隊長、魚人2、フランキー一家2 他） - 3作品

2014年
- 仮面ライダー バトライド・ウォーII（仮面ライダーアーク）
- 真・三國無双7 Empires（陳宮）
- スーパーロボット大戦OGサーガ 魔装機神F COFFIN OF THE END（ブロウ・ティゴール ほか）
- 戦国無双 Chronicle 3（柳生宗矩）
- 戦国無双4（柳生宗矩）
- ドラゴンボールヒーローズ（2014年 - 、アンゴル） - 3作品
- ハイキュー!! 繋げ!頂の景色!!（池尻隼人）
- 龍が如く 維新!
- ヒーローバンク

2015年
- 新甲虫王者ムシキング（マサオ助手）
- スーパーロボット大戦BX
- 聖闘士星矢 ソルジャーズ・ソウル（リングアナウンサー、ギング）
- 戦国無双4-II（柳生宗矩）
- 戦国無双4 Empires（柳生宗矩）
- 龍が如く0 誓いの場所

2016年
- 仮面ライダー バトライド・ウォー創生（仮面ライダーアーク、ジャガーロード パンテラス・ルテウス）
- デジモンワールド -next 0rder-（ナノモン、プラチナスカモン、TVアナウンサー）
- ハイキュー!! Cross team match!（池尻隼人）

2017年
- スーパーロボット大戦V
- LOST SPHEAR（ヴァン）

2018年
- 真・三國無双8（陳宮）
- 北斗が如く
- スーパーロボット大戦X
- フルメタル・パニック！ 戦うフー・デアーズ・ウィンズ
- 無双OROCHI 3（陳宮、柳生宗矩）

2019年
- スーパーロボット大戦T
- スーパードラゴンボールヒーローズ ワールドミッション（アンゴル）

2020年
- ONE PUNCH MAN A HERO NOBODY KNOWS（タンクトップタイガー）
- ドラゴンボールZ カカロット
- ゼノブレイド ディフィニティブ・エディション（ゲルガー）
- 真・北斗無双 アプリ版（シュレン）

2021年
- 真・三國無双8 Empires（陳宮）

2022年
- デジモンサヴァイブ（ファルコモン）
- ゼノブレイド3

2023年
- 麻雀格闘倶楽部Sp（天貴史）
- 龍が如く7外伝 名を消した男

2025年
- 真・三國無双 ORIGINS（陳宮）

### ドラマCD
2007年
- クロム・ブレイカー（カイル）

2008年
- アルトネリコ2 世界に響く少女たちの創造詩　ドラマCD Vol.3 SIDE ジャクリ（神聖政府軍騎士）
- ティンダーリアの種（隊員、街人）
- ポーの一族 第5巻（アーサー・クエントン卿）

2009年
- 純愛特攻隊長!1（牧田）
- デビルサマナー 葛葉ライドウ 対 隻眼化神（使用人）
- 薄桜鬼 ドラマCD 〜千鶴誘拐事件〜

2010年
- 英雄伝説 零の軌跡プレスストーリー 審判の指環
- GOD EATER BURST ドラマ＆オリジナル・サウンドトラック（フェンリルの係官）
- まーぶるインスパイア（プレイヤー）

2011年
- 純情ミステイク（編集長）

2015年
- ワンパンマン（タンクトップタイガー）※ワンパンマン第9巻同梱版

### ラジオドラマ
- 花の慶次（2011年、伊達輝宗、猿飛佐助）※TBSラジオ｢角田信朗 〜傾いて候〜 よっしゃあ!｣内ラジオドラマ
- FMシアター　マサマサ（2024年9月28日、NHK-FM）

### 吹き替え

#### 映画
- 映画 真・三國無双（陳宮〈チョン・シウファイ〉[38]）
- バイバイマン（ラリー〈リー・ワネル〉）

#### ドラマ
- ギルモア・ガールズ（マクマレイ）
- ザ・パシフィック
- メンタリスト SEASON1 #20（少年）

### デジタルコミック
- VOMIC
  - 孤高の人（二宮祐介）
  - てとくち（佐竹屋のご隠居、ナレーション）
- Beeマンガ
  - みんな!エスパーだよ!（浅見隆広）

### 特撮
- 手裏剣戦隊ニンニンジャー（2015年、忍者ハヤブサの声[39]）

### その他コンテンツ
- ANA機内番組 SKY EYE 〜空からのメッセージ〜奈良篇 （2015年、柳生宗矩）
- 朗読劇配信 声劇「燈の守り人 ～明治開国編～」（2021年、巡礼官など、ストーリーテラー）